# علم البديع

لوحة معالم البلاغة العربية، تشتمل على مدخل للبلاغة والفصاحة والأساليب، وعلى أقسام البلاغة وعلومها: 1- علم البيان بأدواته. 2- علم المعاني بأساليبه. 3- علم البديع بمحسناته: اللفظية، والمعنوية.

علم البديع أهم فرع من علوم البلاغة يختص بتحسين أوجه الكلام اللفظية والمعنوية. أول من وضع قواعد هذا العلم الخليفة العباسي الأديب عبد الله بن المعتز
في كتابه الذي يحمل عنوان البديع، ثم تلاه قدامة بن جعفر الذي تحدث عن محسنات أخرى في كتابه نقد الشعر، ثم تتابعت التأليفات في هذا العلم وأصبح الأدباء يتنافسون في اختراع المحسنات البديعية، وزيادة أقسامها، ونظمها في قصائد حتى بلغ عددها عند المتأخرين مائة وستين نوعاً. أما الخطيب القزويني محمد بن عبد الرحمن فعرّف علم البديع في كتابه «التلخيص» بأنه «علم يعرف به وجوه تحسين الكلام بعد رعاية المطابقة ووضوح الدلالة». ويعرفه ابن خلدون بأنه «هو النظر في تزيين الكلام وتحسينه بنوع من التنميق: إما بسجع يفصله، أو تجنيس يشابه بين ألفاظه، أو ترصيع يقطع أوزانه، أو تورية عن المعنى المقصود بإيهام معنى أخفى منه، لاشتراك اللفظ بينهما، أو طباق بالتقابل بين الأضداد وأمثال ذلك». وقد أشار الجاحظ إلى البديع بقوله: «والبديع مقصور على العرب، ومن أجله فاقت لغتهم كل لغة، وأربت على كل لسان، والشاعر الراعي كثيرُ البديع في شعره، وبشار حسن البديع، والعتابي يذهب في شعره في البديع مذهب بشار».
ويقسم علماء البلاغة المُحَسِّنات البديعية إلى قسمين:
1-محسنات معنوية مثل (الطباق والمقابلة)
2- ومحسنات لفظية مثل (الجِنَاس والسَّجع).

## رواد علم البديع
- ابن المعتز: وهو الخليفة هو أبو العباس عبد الله بن المعتز بن المتوكل بن المعتصم بن هارون الرشيد، والمولود سنة 247 هجرية. كان شاعراً مجيداً مغرماً بالبديع في شعره. له بضعة عشر مؤلفاً في فنون شتى، منها: ديوانه، وطبقات الشعراء، وكتاب البديع. تنسب له أول محاولة علمية جادة في علم البديع؛ فهو واضع علم البديع، كما يفهم ذلك من كتابه «كتاب البديع» الذي ألفه سنة 274 للهجرة، حيث يشير في الكتاب إلى أنه أول من نظم وجمع فنون هذا العلم فيقول: «وما جمع فنون البديع ولا سبقني إليه أحد، وألفته سنة أربع وسبعين ومائتين». اشتمل الكتاب على خمسة مواضيع هي الاستعارة، والجناس، والمطابقة، ورد أعجاز الكلام على ما تقدمها والمذهب الكلامي. ثم قسّم هذه المواضيع الخمس إلى 13 فنّاً بديعياً هي: لالتفات، اعتراض كلام في كلام لم يتمم الشاعر معناه ثم يعود إليه فيتممه في بيت واحد، الرجوع، حسن الخروج من معنى إلى معنى، تأكيد المدح بما يشبه الذم، تجاهل العارف، هزل يراد به الجد، حسن التضمين، التعريض والكناية، الإفراط في الصفة «المبالغة»، حسن التشبيه، إعنات الشاعر نفسه في القوافي وتكلفه من ذلك ما ليس له، وهو ما عرفه البلاغيون المتأخرون بلزوم ما لا يلزم من القوافي، حسن الابتداءات.
- قدامة بن جعفر: وضع كتاباً في نقد الشعر بصفة عامة، تعرّض فيه للمحسنات البديعية كعنصر من العناصر التي منها تألف منهاجه في نقد الشعر.

والمحسنات البديعية التي أوردها قدامة في تضاعيف كتابه «نقد الشعر» بلغت أربعة عشر نوعاً، وهي حسب ترتيب ورودها في الكتاب: الترصيع، الغلو، صحة التقسيم، صحة المقابلات، صحة التفسير، التتميم، المبالغة، الإشارة، الإرداف، التمثيل. التكافؤ، التوشيح، الإيغال، الالتفات.
- يحيى بن حمزة: هو يحيى بن حمزة العلوي اليمني المتوفى سنة 349 للهجرة. اشتهر بعلوم النحو والبلاغة وأصول الفقه، وله فيها مصنفات مختلفة، منها كتاب «الطراز المتضمن لأسرار البلاغة وعلوم حقائق الإعجاز» والذي يقع في ثلاثة أجزاء؛ وكان ما قدّمه يحيى بن حمزة عن علم البديع في هذا الكتاب مستوحى من كتاب «المصباح في المعاني والبيان والبديع» لبدر الدين بن مالك. قسّم علم البديع إلى: الفصاحة اللفظية والفصاحة المعنوية، حيث ساق عشرين محسّناً لفظياً منها الجناس، والترصيع، والتوشيح، والإلغاز، والطباق مع أنه من المحسنات المعنوية لا اللفظية. أما في الفصاحة المعنوية فقد أورد خمسة وثلاثين محسناً معنوياً منها التشبيه، والسرقات الشعرية مستوحياً ما قاله فيها من كلام ابن الأثير. ثم ختم حديثه عن البديع بتحديد معناه وبيان أقسامه إجمالاً.
- التنوخي: وهو هو محمد بن عمرو التنوخي المتوفى سنة 749 للهجرة، صاحب كتاب «الأقصى القريب في علم البيان»، تناول فيه بعضاً عن علم البديع كالاعتراض وتأكيد المدح بما يشبه الذم الذي يعده صورة من صور الكناية، والاشتقاق، والتكرار، والتقسيم، والمبالغة، والتضمين، والاستدراج، والسجع، ولزوم ما لا يلزم، والجناس وقد أطال فيه. كما ذكر أنواعاً من البديع يمكن أن تُردّ إلى البيان. مثل التوشيح أو الموشحات.
- ابن النقيب المقدسي: وهو جمال الدين أبو عبد الله بن محمد بن سليمان بن الحسن بن الحسين الحنفي، توفي سنة 698 هـ. من مؤلفاته «تفسيره الكبير» اهتم في مقدمته لهذا التفسير بذكر علم البيان والمعاني والبديع وإعجاز القرآن وهذه المقدمة مطبوعة خطأ بعنوان «الفوائد المشوق إلى علوم القرآن وعلم البيان» منسوبة لابن قيم الجوزية. قال د. زكريا سعيد علي: «ما نُشِر تحت عنوان» الفوائد المُشَوِّق«، أو» كنوز العرفان«منسوباً إلى الإمام ابن قيم الجوزية - هو في حقيقتِه مقدمة الشيخ ابن النقيب في علوم البلاغة، التي جعلها أمام تفسيره الكبير للقرآن الكريم»،[3][4] وهو اختصار لكتاب الإشارة إلى الإيجاز في بعض أنواع المجاز للعز بن عبد السلام. وقد تناول في أوله بعض مباحث البيان من حقيقة ومجاز واستعارة وتمثيل. أما في القسم الأول من مقدمة التفسير فتحدث عن الكناية ثم محسنات البديع المعنوية والتي شملت ثمانين نوعاً، أما القسم الثاني فخصصه للمحسنات البديعية اللفظية والتي شملت أربعة وعشرين نوعاً.
- ابن قيم الجوزية: وهو شمس الدين محمد بن أبي بكر بن أيوب الزرعي الدمشقي، توفي سنة 751 للهجرة. من المؤلّفات المنسوبة إليه خطأً كتاب «الفوائد المشوق إلى علوم القرآن وعلوم البيان»، وهو في الحقيقة مقدمة تفسير ابن النقيب، وهو المذكور قبل هذا.

## المحسنات المعنوية
هي التي يكون التحسين بها راجعا إلى المعنى، وإن كان بعضها قد يفيد تحسين اللفظ أيضًا والمحسنات المعنوية كثيرة، من بينها:
- الطباق: وهو اما طباق سلبي وإما ايجابي الجمع بين الشيء وضده في الكلام، مثل قوله تعالى ﴿ وتحسبهم أيقاظا وهم رقود ﴾ الكهف: 18.
- المقابلة: هي أن يؤتى بمعنيين غير متقابلين أو أكثر، ثم يؤتى بما يقابـل ذلك على الترتيـب، مثـل قوله تعـالى: ﴿ فليضحكوا قليلا وليبكوا كثيرا ﴾ التوبة: 82
- التورية: هي أن يذكر لفظ له معنيان؛ أحدهما قريب ظاهر غير مراد، والثاني بعيد خفي هو المراد كقول الشاعر:

أبيات شعرك كالقصور ولا قصور بها يعوق... ومن العجائب لفظهـا حر ومعناها رقـيـق
- حسن التعليل: هو أن ينكر القائل صراحة أو ضمنا علة الشيء المعروفة ويأتي بعلة أدبية طريفة تناسب الغرض الذي يقصد إليه.
- المشاكلة: هي أن يذكر الشيء بلفظ غيره لوقوعه في صحبة ذلك الشيء.
- التوجية أو الإيهام: هو أن يؤتى بكلام يحتمل، على السواء، معنيين متباينين، أو متضادين كهجاء ومديح ليصل القائل إلى غرضه بما لا يؤخذ عليه.
- المبالغة: وهو وصف الشيء وصفا مستبعدا أو مستحيلا.
- التبليغ: وهو وصف الشيء بما هو ممكن عقلا وعادة.
- الإغراق: وهو وصف الشيء بما هو ممكن عقلا لا عادة.
- الغلو: وهو وصف الشيء بما هو مستحيل عقلا وعادة.
- الاقتباس.
- مراعاة النظير.
- المدح بما يشبه الذم وعكسه.

## المحسنات اللفظية
هي التي يكون التحسين بها راجعاً إلى اللفظ أصالة، وإن حسنت المعنى تبعاً لتحسين اللفظ، ومن المحسنات اللفظية:
- الجناس: هو أن يتشابه اللفظان في النطق ويختلفا في المعنى. وهو نوعان:

تام: وهو ما اتفق فيه اللفظان في أمور أربعة هي: نوع الحروف، وشكلها، وعددها، وترتيبها قال الله: ﴿ويوم تقوم الساعة يقسم المجرمون ما لبثوا غير ساعة﴾.
ناقص: وهو ما اختلف فيه اللفظان في واحد من الأمور الأربعة المتقدمة.
- السجع: هو توافق الفاصلتين من النثر على حرف واحد في الآخر، ومثاله قول النبي صلى الله عليه وسلم: «اللهم أعط منفقا خلفا، وأعط ممسكا تلفا.»
- رد العجز على الصدر: هو أن يجعل أحد اللفظين المكررين أو المتجانسين في اللفظ دون المعنى، في أول الفقرة والآخر في آخرها، مثل قوله تعالى:[6] ﴿وتخشى الناس والله أحق أن تخشاه﴾.
- الترصيع.
- حسن التقسيم.
- الازدواج.